# Jochstock
Le Jochstock est un sommet des Alpes uranaises, situé près d'Engelberg en Suisse. Ce sommet est, avec le Graustock, l'un des deux tripoints entre les cantons de Berne, Nidwald et Obwald.